# Museu Nacional de les Illes Caiman
El Museu Nacional de les Illes Caiman (en anglès: Cayman Islands National Museum) és un museu a les Illes Caiman. És al vell edifici de les Antigues Corts a Harbor Drive a George Town, Gran Caiman. El museu està dedicat a la conservació, investigació i exhibició de tots els aspectes del patrimoni de les Illes Caiman. Inaugurat el 1990, els inicis del museu es remunta a la dècada de 1930 quan el resident local Ira Thompson va començar a col·leccionar artefactes de les Illes Caiman com un hobby, a 1979, el govern va comprar la col·lecció de Thompson i ara abasta una gran part de la col·lecció del museu.